# Gregory L. Lucente
Gregory L. Lucente (* 1948 in Illinois; † 26. Juni 1997) war ein US-amerikanischer Romanist, Italianist und Literaturwissenschaftler.

## Leben und Werk
Lucente studierte an der Yale University und am Middlebury College (Mastergrad 1973). Er promovierte 1979 an der University of Wisconsin in Madison mit der Arbeit Realism and myth in modern narrative. Verga, Lawrence, Faulkner, Pavese (erschienen u. d. T. The Narrative of Realism and Myth. Verga. Lawrence. Falkner. Pavese, Baltimore 1981).  Er lehrte an der Loyola University Chicago und an der Johns Hopkins University in Baltimore,  dort ab 1987 als Full Professor. Ab 1988 war er Professor für Italienisch an der University of Michigan in Ann Arbor.

Lucente starb bei einem Verkehrsunfall.

## Weitere Werke
- Beautiful Fables. Self-Consciousness in Italian Narrative from Manzoni to Calvino, Baltimore 1986 (italienisch: Bellissime fiabe, Lecce 1995)
- Over the Mountain, Michigan 1996 (Roman)
- (Hrsg.) Italian criticism. Literature and culture, Ann Arbor 1996
- Crosspaths in Literary Theory and Criticism. Italy and the United States, Stanford 1997